# John William Harmston
John William Harmston (* 22. April 1822 in London; † 26. August 1881 in Lübeck) war ein britisch-deutscher Pianist, Komponist und Fotograf.

## Leben
John William Harmston wuchs in Lincoln (Lincolnshire) auf; er war ein Schüler von William Sterndale Bennett. Seine ersten Kompositionen erschienen 1844. Zu diesem Zeitpunkt war er als Musiklehrer in Lincoln tätig. 1846 wurde er zum Organisten der Kirche in Kettering (Northamptonshire) berufen.
Im Januar 1849 zog er nach Lübeck. 1850 heiratete er hier Johanna, geb. Stange. Das Paar hatte zwei Kinder: John William Bernhard (* 10. August 1851; † 1914 in London) und Alma (* 23. März 1856). Die Familie wohnte Königstraße 888 (Volkszählung 1851), Königstraße 857 (1857), Mengstraße 45 (1862) und Holstenstraße 309, heute 17 (1871).
Harmston wirkte in Lübeck vor allem als Klavierlehrer, aber auch als Sprachlehrer an der von Großheimschen Realschule. Um 1863 war er auch als professioneller Fotograf tätig. Es sind von ihm Porträts und Ansichten im Carte-de-visite-Format sowie einige großformatigen Stadtansichten bekannt. Sowohl seine musikalischen wie seine fotografischen Werke wurden von der Lübecker Kunst- und Musikalien-Handlung von Friedrich Wilhelm Kaibel vertrieben.
Er veröffentlichte eine Vielzahl an Kompositionen für Klavier, vor allem drawing-room pieces (Salonmusik). Dokumentiert sind über 230 Stücke. Besonders populär war sein op. 22 („Vögleins Lied“/„Song of the Bird“). Zur Einweihung der Eutin-Lübecker Eisenbahn schuf er den Lübeck-Eutiner-Eisenbahn-Galopp op.192.

## Werke
- Salon-Compositionen für das Pianoforte; op.14 bis op. 21. Lübeck: Kaibel o. J.

Digitalisat, Stadtbibliothek Lübeck
- Vögleins Lied. Lied ohne Worte, für das Pianoforte komponirt von J. W. Harmston. Op. 22. 12. Auflage, Leipzig: Peters 1875
- Lübeck-Eutiner-Eisenbahn-Galopp op.192. Lübeck: Kaibel o. J.

Digitalisat, Stadtbibliothek Lübeck
- Schützen-Marsch: für das Pianoforte. Lübeck: Kaibel o. J.

Digitalisat, Stadtbibliothek Lübeck
- Der Hanseaten Heimkehr: Friedensmarsch für das Pianoforte; op. 169. Lübeck: Kaibel [1871]

Digitalisat, Stadtbibliothek Lübeck